# アンナ・フォン・オストフリースラント
アンナ・フォン・オストフリースラント（ドイツ語：Anna von Ostfriesland, 1562年6月26日 - 1621年4月21日）は、3度の結婚により、プファルツ選帝侯妃、バーデン＝ドゥルラハ辺境伯妃、およびザクセン＝ラウエンブルク公妃となった。

## 生涯
アンナはオストフリースラント伯エッツァルト2世とカタリーナ・ヴァーサの2番目の子供である。アンナには9人のきょうだいがいた。
1583年7月12日にハイデルベルクにおいて、アンナはプファルツ選帝侯ルートヴィヒ6世と結婚した。ルートヴィヒ6世はその1年前に最初の妃を失っていた。この結婚から数ヶ月後にルートヴィヒ6世が死去し、2人の間に子供はいなかった。ルートヴィヒ6世の死から2年後の1585年12月21日に、アンナはルートヴィヒ6世の被後見人であったバーデン＝ドゥルラハ辺境伯エルンスト・フリードリヒと再婚した。この結婚でも子供は生まれなかった。1617年3月7日にグラボーでザクセン＝ラウエンブルク公ユリウス・ハインリヒと3度目の結婚をしたが、この結婚でも子供は生まれなかった。アンナは1621年4月21日にボヘミアのノイハウス（現インドルジフーフ・フラデツ）で死去した。ハイデルベルクの聖霊教会の最初の夫ルートヴィヒ6世の隣に埋葬されたが、大同盟戦争時の火事と略奪の後に墓は失われた。